# Bithlo, Florida
Bithlo, Florida (енгл. Bithlo) насељено је место без административног статуса у америчкој савезној држави Флорида.

## Демографија
По попису из 2010. године број становника је 8.268, што је 3.642 (78,7%) становника више него 2000. године.
| Група             | 2000.         | 2010.         |
| Белци             | 4.037 (87,3%) | 5.382 (65,1%) |
| Афроамериканци    | 46 (1,0%)     | 592 (7,2%)    |
| Азијати           | 16 (0,3%)     | 301 (3,6%)    |
| Хиспаноамериканци | 431 (9,3%)    | 1.805 (21,8%) |
| Укупно            | 4.626         | 8.268         |